# Franco Columbu
Francesco Maria Columbu (n. 7 august 1941, Ollolai, Sardinia, Italia – d. 30 august 2019, Olbia, Sardinia, Italia) a fost un culturist italian, powerlifter, actor, autor, producător și chiropractician.
După o scurtă carieră în box, Columbu se dedică culturismului și câștigă Mr. Olympia de două ori: 1976 și 1981. Obține locul 5 la prima ediție a World's Strongest Man⁠(d) în 1977. Colombu a apărut în câteva lungmetraje și a redactat numeroase lucrări despre culturism și nutriție. A fost inclus în IFBB Hall of Fame în 2001 și a primit premiul Arnold Classic⁠(d) Lifetime Achievement în 2009.

## Biografie
Columbu s-a născut pe 7 august 1941 în Ollolai pe insula Sardinia, Italia. A fost fiul cuplului format din Maria Grazia Sedda și Antonio Columbu, o familie de ciobani. Acesta declara în 1982: „Am fost întotdeauna slab. Până la 11 ani, am fost bătut de nenumărate ori. Apoi, într-o zi, am început să mă impun. Nimeni nu mi-a putut ține piept”. A lucrat ca cioban în timp ce se antrena ca pugilist. A câștigat peste 30 de lupte înainte să renunțe și să se dedice complet culturismului.
Columbu a început să lucreze în Germania de la o vârstă fragedă, iar acolo  l-a întâlnit pe Arnold Schwarzenegger în 1965 în cadrul unui concurs de culturism din Stuttgart, Germania. Cei doi au devenit prieteni apropiați, Colombu fiind cavalerul său de onoare⁠(d) la nunta sa cu Maria Shriver⁠(d) din 1986 și naș al fiicei sale Christina. Aceștia au rămas prieteni până la moartea lui Colombu, Schwarzenegger menționând în 2016 că a fost partenerul său de antrenament preferat atât acum patru decenii, cât și astăzi.

### Cariera sportivă
Cei doi s-au mutat în California la sfârșitul anilor 1960 și au început să se antreneze cu Joe Weider. Acesta le-a oferit o locuință și 80 de dolari (echivalentul a 560$ în 2020) pe săptămână. Banii erau insuficienți, motiv pentru care s-au angajat la compania de zidărie European Brick Words în 1969.
Având o înălțime de 1.65m și o greutate în timpul competiției de aproximativ 84kg, Columbu a câștigat titlurile IFBB Mr. Europe și Mr. Universe în 1970, respectiv IFBB Mr. World în 1971. A câștigat Mr. Olympia la categoria ușoară în 1974⁠(d)și 1975⁠(d), iar în 1976⁠(d) obține pentru prima dată titlul la categoria generală.
Columbu a participat la prima ediție⁠(d) a concursului World's Strongest Man⁠(d) în 1977 și a obținut locul cinci. În timpul evenimentului, acesta și-a dislocat⁠(d) genunchiul stâng în timp ce căra un frigider. Din cauza accidentului, Colombu nu a putut participa la competiții timp ce câțiva ani și a primit o compensație de 1 milion de dolari (echivalentul a 4.3 milioane în 2020). A revenit la Mr. Olympia în 1981⁠(d) și a obținut al doilea titlu din carieră înainte să se retragă.
Cunoscut pentru forța sa, recordul lui Columbu la proba aruncat⁠(d) era de 181kg, la împins la piept⁠(d) 238kg, la genuflexiuni 297kg și la îndreptări⁠(d) 340kg. A intrat în Cartea Recordurilor Guinness în 1978 după ce a suflat într-un termofor⁠(d) până a explodat.

## Viața personală și moartea
Columbu a locuit în Los Angeles începând din anii 1970. A obținut o licență în chiropractică în cadrul Cleveland University-Kansas City⁠(d) în 1977. Columbu se întorcea în orașul său natal - Ollolai - în fiecare an spre sfârșitul lunii august pentru a participa la evenimentele locale.
Pe 30 august 2019, Colombu a suferit un atac de cord în timp ce înota în largul coastei San Teodoro. Acesta s-a înecat și a murit în timp ce era transportat cu elicopterul spre spitalul din Olbia, la 23 de zile după împlinirea vârstei de 78 de ani. Colombu a fost înmormântat în Ollolai pe 3 septembrie. O ceremonie comemorativă a fost organizată în Los Angeles pe 6 octombrie 2019.

## Premii

### Titluri în culturism
- 1970 IFBB Mr. World (Short)[33]
- 1970 IFBB Mr. Universe (Short & categoria generală)[33]
- 1971 IFBB Mr. World (Short & categoria generală)[33]
- 1974 Mr. Olympia (categoria ușoară)[34]
- 1975 Mr. Olympia (categoria ușoară)[34]
- 1976 Mr. Olympia (categoria ușoară și categoria generală)[34]
- 1981 Mr. Olympia[34]

### World's Strongest Man
- 1977⁠(d) - locul 5[35], Hollywood, 88 kg body weight, 1,64 m body height

### Recorduri în powerlifting
The strongest powerlifter pound for pound of all time (1,64 m body height, 84 kg body weight)
- Bench press⁠(d) - 238 kg/ 525 pd[36]
- Genuflexiuni - 297 kg/ 655 pd[36]
- Îndreptări⁠(d) - 354 kg/ 780 pd[36]

## Filmografie
| An   | Titlu                                                           | Rol                     | Note                             |
| ---- | --------------------------------------------------------------- | ----------------------- | -------------------------------- |
| 1976 | Stay Hungry                                                     | Franco Orsini           | Nemenționat                      |
| 1977 | Pumping Iron                                                    | Franco Colombu          |                                  |
| 1980 | The Hustler of Muscle Beach                                     | Franco Colombu          |                                  |
| 1980 | The Comeback                                                    | Franco Colombu          |                                  |
| 1982 | Conan the Barbarian                                             | Pictish Scout           |                                  |
| 1984 | The Terminator                                                  | Terminatorul din trecut |                                  |
| 1984 | Getting Physical                                                | Franco Colombu          |                                  |
| 1986 | Don Rickles: Rickles on the Loose                               | Franco Colombu          |                                  |
| 1987 | Predator                                                        | Medic                   | Nemenționat                      |
| 1987 | The Running Man                                                 | 911 Security Officer #2 |                                  |
| 1987 | Last Man Standing                                               | Batty                   |                                  |
| 1988 | Big Top Pee-wee                                                 | Otto the Strongman      |                                  |
| 1990 | Perduta                                                         | L'americano             |                                  |
| 1992 | Il ritmo del silenzio                                           | Nerescu                 | Producător executiv              |
| 1993 | Beretta's Island                                                | Franco Armando Beretta  | Producător și scenarist          |
| 1994 | Taken Alive                                                     | Enrico Costa            | Producător și scenarist          |
| 1997 | Doublecross on Costa's Island                                   | Enrico Costa            | Regizor, producător și scenarist |
| 1998 | Hollywood Salutes Arnold Schwarzenegger: A Cinematheque Tribute | Franco Colombu          |                                  |
| 2002 | Raw Iron: The Making of Pumping Iron                            | Franco Colombu          |                                  |
| 2003 | Ancient Warriors                                                | Aldo Paccione           | Producător                       |
| 2008 | Why We Train                                                    | Franco Colombu          |                                  |
| 2010 | Muscle Beach then and Now                                       | Franco Colombu          |                                  |
| 2011 | Dreamland La Terra dei Sogni                                    | Frank Graziani          |                                  |
| 2015 | One More Round                                                  | Franco Turelli          |                                  |